# GNU IceCat
El GNU IceCat (antigament conegut com a GNU IceWeasel) és una versió del navegador web lliure Firefox distribuïda pel Projecte GNU. És compatible amb Linux, Windows, Android i macOS.
Forma part de GNUzilla, un projecte de GNU per a subministrar versions de programes de Mozilla constituïts completament de programari lliure. A diferència de la versió del Firefox generada per Mozilla, el GNU IceCat no inclou gràfics amb drets d'autor ni connectors no lliures. Malgrat ser una bifurcació del Firefox, l'objectiu és mantenir-lo sincronitzat amb la versió oficial del Firefox.

## Característiques del GNU IceCat
Diferències destacables respecte a la versió oficial del Firefox:
- substitució del treball gràfic propietari per treball d'art lliure, incloent-hi logotips
- supressió del sistema d'informe d'errades Talkback a causa de la seva llicència no lliure del "binary only distribution" — únicament distribució de binaris[cal citació]
- ús d'un servei de cerca de connectors que ofereix únicament alternatives lliures[cal citació]